# Киргизький національний університет імені Жусупа Баласаґина
Киргизький національний університет імені Жусупа Баласаґина (кирг. Жусуп Баласагын атындагы Кыргыз Улуттук Университети) — державний вищий навчальний заклад Киргизстану, найстаріший та найбільший виш республіки.

## Історія
25 жовтня 1925 року в Киргизькій АРСР було створено Інститут просвіти. Такий крок був спрямований на вирішення проблеми підготовки педагогічних кадрів на території автономної республіки.
1928 року рішенням уряду Киргизької АРСР Інститут просвіти було переформовано на Киргизький центральний педагогічний технікум. У серпні 1929 року почали зводити нові будівлі, з інших союзних республік запрошувались спеціалісти, викладачі, привозилось обладнання.
13 січня 1932 року технікум був реорганізований у Киргизький державний педагогічний інститут імені М. В. Фрунзе. Навчання здійснювалось на 4 факультетах: фізико-математичному, біологічному, літературному й факультеті суспільних наук.
21 травня 1951 року відповідно до указу Ради міністрів СРСР на базі інституту було створено Киргизький державний університет, до складу якого увійшли філологічний, фізико-математичний, історичний і геолого-геодезичний факультети.
11 грудня 1972 року університет отримав почесне найменування «імені 50-річчя СРСР».
Після здобуття Киргизстаном незалежності, 11 серпня 1993 року, університет був переформований на Киргизький державний національний університет, а 11 травня 2002 року вишу було надано ім'я Жусупа Баласаґина, а з найменування прибрали слово «державний».

## Структура

### Факультети
- Юридичний факультет
- Факультет державного й муніципального управління
- Факультет математики, інформатики й кібернетики
- Факультет фізики й електроніки
- Факультет інформаційних та інноваційних технологій
- Факультет хімії та хімічних технологій
- Факультет біології
- Факультет географії, екології й туризму
- Факультет киргизької філології
- Факультет російської та слов'янської філології
- Факультет історії та регіонознавства
- Факультет журналістики
- Факультет соціально-гуманітарних наук
- Факультет іноземних мов
- Киргизько-європейський факультет
- Факультет міжнародних відносин і сходознавства
- Киргизько-китайський факультет
- Педагогічний факультет
- Факультет перепідготовки й підвищення кваліфікації кадрів
- Економічний факультет
- Факультет управління й бізнесу

### Інститути
- Киргизько-китайський інститут Конфуція
- Інститут фундаментальних наук

### Коледжі
- Професійно-педагогічний коледж
- Юридичний коледж
- Економічний коледж
- Киргизько-китайський коледж
- Коледж інформаційних технологій

### Інші підрозділи
- Корейський центр
- Центр вивчення турецької мови
- Киргизько-турецький ресурсний центр імені Азіза Санджара
- Японський центр
- Департамент міжнародного співробітництва
- Прес-служба
- Центр вивчення мов
- Наукова бібліотека імені Табалдієва
- Відділ державної мови
- Науково-дослідний центр «Моніторинг атмосфери»

### Філії
Університет має філію в місті Ош.

## Навчальний процес
Нині університет здійснює підготовку бакалаврів за 56 напрямками, спеціалістів за 5 напрямками, магістрів за 32 напрямками. Також університет надає середню спеціальну освіту за 14 напрямками. Філія в місті Ош здійснює підготовку за 10 напрямками.

## Відомі випускники
- Казат Акматов — народний письменник Киргизстану
- Арон Брудний — киргизький науковець, психолог і філософ, член-кореспондент Національної академії наук Киргизької Республіки
- Жолборс Жоробеков — киргизький державний і суспільний діяч, педагог, історик, доктор політичних наук
- Турдакун Усубалієв — перший секретар ЦК КП Киргизької РСР
- Аликул Осмонов — народний поет Киргизстану